# Karl Nernst (Autor)
Karl Ludwig Nernst (* 1775 in Anklam; † 4. Januar 1815 in Stockholm) war ein deutscher Autor und Pädagoge.

## Leben
Nernst war in Wolgast Schüler bei Ludwig Gotthard Kosegarten, der sein literarisches Talent förderte. Er studierte in Greifswald und wurde dann Hauslehrer in Schwarbe, heute ein Ortsteil von Altenkirchen, auf der Rügener Halbinsel Wittow. Er lebte damit nah bei seinem Mentor Kosegarten, der im Pfarrhaus von Altenkirchen wohnte. Zu seinen Freunden gehörte Ernst Moritz Arndt, den er in Greifswald kennengelernt hatte und der von 1796 bis 1798 als Privatlehrer Kosegartens Kinder unterrichtete. Im September 1797 unternahm Nernst eine achttägige Reise durch Rügen. Der von ihm dazu geschriebene Bericht gilt als der erste ausschließlich Rügen behandelnde gedruckte Reisebericht und erreichte eine breitere Öffentlichkeit. Im Herbst 1797 ging Nernst als Konrektor an das deutsche Lyzeum in Stockholm. Später wurde er dort Rektor. Arndt nahm bei seinen Stockholmbesuchen 1803 und 1807 bei ihm Unterkunft.
Nernst starb erst 40-jährig in Stockholm.

## Werke
- Karl Nernst’s Wanderungen durch Rügen. Herausgegeben von Ludwig Theoboul Kosegarten. Dänzersche Buchhandlung, Düsseldorf 1800.